# شمشير (سيف)
الشمشير أو سيف الشمشير هو أحد أنواع السيوف الفارسية المشهورة.

## أصول الكلمة
على الرغم من أن الاسم قد ارتبط أصلاً شعبيًا بمدينة شمشير (والتي تعني بدورها "منحني مثل مخلب الأسد" باللغة الفارسية )  فقد استخدمت الكلمة بمعنى "السيف" منذ العصور القديمة، كما يشهد بذلك العصور الوسطى . شمشير الفارسية ( بهلوي šmšyl )، واليونانية القديمة σαμψήρα / sampsēra (ملمعة بـ "السيف الأجنبي").

## وصفه

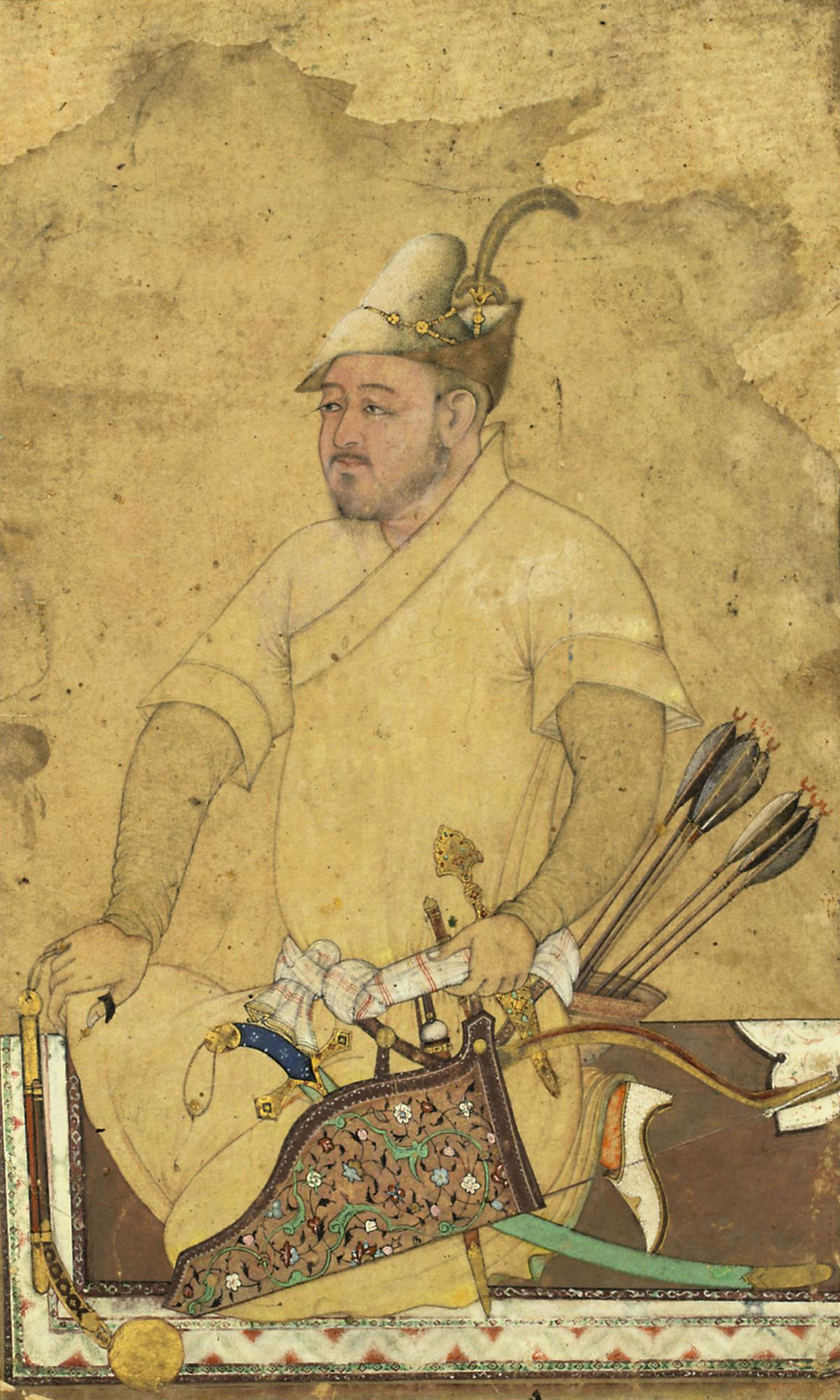
محارب أوزبكي مسلح بقوس وسهام وخنجر وشمشير.

في الأصل، كانت السيوف الفارسية مستقيمة وذات حدين. وكان الفرس يرتدونها على خصرهم. كانت شفرات السيوف المنحنية في الأصل من آسيا الوسطى. هناك خلاف كبير بين المؤرخين حول متى تم إدخال هذه الشفرات المنحنية لأول مرة من آسيا الوسطى إلى بلاد فارس، وفي أي فترة تم اعتمادها وتعديلها لتصبح الشمشير المعروفة.  بدأت الشفرات المنحنية في الظهور في بلاد فارس في القرن التاسع، عندما تم استخدام هذه الأسلحة من قبل الجنود في منطقة خراسان في آسيا الوسطى ولكن لم يتم اعتمادها على نطاق واسع.  تم تطوير السيف الذي يسمى الآن "شمشير" في بلاد فارس على مدى فترة من الزمن بعد تأثير الخانات السلاجقة التركية في القرن الثاني عشر، الغزو المغولي في القرن الثالث عشر، واتخذ أخيرًا شكلاً مختلفًا عن السيوف السابقة بحلول القرن السادس عشر.  كان لشمشير "أقارب" في تركيا (القلج ) ، وسلطنة مغول الهند ( التلوار )، والعالم العربي المجاور ( السيف الأحدب ). على مر السنين، ربما يتم إنتاج السيوف في الهند أو الإمبراطورية العثمانية ثم إعادة توطينها في بلاد فارس، والعكس صحيح مما يؤدي إلى السيوف الهجينة.
الشمشير هو سيف منحني، يتميز بشفرة رفيعة لا تتناقص تقريبًا حتى طرفها. بدلاً من ارتدائه في وضع مستقيم (أعلى المقبض)، يتم ارتداؤه أفقيًا، مع توجيه المقبض والطرف إلى الأعلى. اُستُخدم عادةً لقطع الخصوم غير المدرعين سواء سيرًا على الأقدام أو راكبين؛ في حين أنه يمكن استخدام الطرف للدفع، إلا أن الانحناء الشديد للشفرة جعل الدقة أكثر صعوبة. لها حلق متقابل، وريشتان طويلتان تشكلان حاجزًا متقاطعًا بسيطًا . يتم تغطية تانغ النصل بألواح من العظم أو العاج أو الخشب أو أي مادة أخرى مثبتة بدبابيس أو برشام لتشكيل القبضة . العديد من شفرات الشمشير الفارسية القديمة مصنوعة من فولاذ ووتز عالي الجودة، وهي مشهورة بـ "الري" الجيد على الشفرات.

## وصلات خارجية
- The Kilij and Shamshir. Turkish and Persian sabers نسخة محفوظة 21 مارس 2012 على موقع واي باك مشين.